# Čejkovice (Boêmia Central)
Čejkovice é uma comuna checa localizada na região da Boêmia Central, distrito de Kutná Hora.